# Philippe Masson
Philippe Masson (* 28. August 1928 in Vanves; † 27. Dezember 2005 in Étampes) war ein französischer Historiker.

## Leben
Er war von 1964 bis 1993 Professor für Geschichte und Strategie an der École supérieure de guerre navale und ab 1965 Leiter der historischen Abteilung der Service historique de la Marine.
Er verfasste zahlreiche Werke zur Militärgeschichte, Kriegs- und Handelsmarine.
Masson war Mitglied der Académie de marine und Offizier der Ehrenlegion.

## Werke
Die deutsche Armee: Geschichte der Wehrmacht 1935–1945. Aus dem Franz. von August Graf Kageneck, München 1996